# Граждански форум
Гражданският форум (на чешки: Občanský fórum, OF) е политическо движение, подобно на Съюза на демократичните сили в България. Движението се появява през 1989 год., два дни след началото на „Нежната революция“ в гр. Прага. Това е спонтанно възникнало, независимо гражданско движение. Идеологията му е отхвърляне на тоталитарния комунистически режим и изграждане на демократично общество. В Словакия движението се нарича „Обществеността срещу насилието“ (VPN). Там обаче политическата цел е отделянето на Словакия от Чехия и създаване на самостоятелна държава. 
Първият неформален лидер на движението е Вацлав Хавел, който е избран за чехословашки президент в края на 1989 г.
Гражданския форум е създаден на 19 ноември 1989 г. Тази спонтанна инициатива, възниква като реакция на бруталната полицейска намеса срещу студентската демонстрация на 14 ноември същата година. Първото изявление на Гражданския форум е написано от Вацлав Хавел. Първата, организационна среща на организацията се е състояла в “Драматическия клуб” в гр. Прага. Целта на новото движение е да се превърне в опозицонно такова на казионния „Национален фронт“ и да започне диалог с властите за промяна на политическата система. 
По отношение спазване на човешките права Гражданският форум е своеобразно продължение на Харта 77. Подобно на Съюза на демократичните сили в България и Гражданския форум в Чехословакия е образуван на широка гражданска основа. В нея се включват представители с различни политически течения и тогавашните студентски стачни комитети.
Гражданският форум включва предствителите от широк политически спектър както от ляво, така и от дясно. Обединяващото между тях е общата цел – демократизиране на обществото. Четиринадесет са политическите субекти, които, обединени в Гражданския форум, участват на изборите през 1990 г. Политическият спектър включва партии, чиято цел е реформиране на комунизма (партия „Оброда“), крайно лява такива („Лява алтернатива“), консервативната (ОДА), ляво-либералната (Транснационална радикална партия) и др. Неминуеми вътрешни противоречия между левите и десни политически течения довеждат до разпадане на Гражданския форум, което се случва на 23 февруари 1991 г.